# عثمان رشید
عثمان رشید (انگلیسی: Osman Rashid؛ زادهٔ ۱۹۷۰) کارآفرین اهل ایالات متحده آمریکا است، که در سال ۲۰۰۵ شرکت چیگ را تأسیس کرد.